# Stanisław Wielgus
Stanisław Wojciech Wielgus, född 23 april 1939 i Wierzchowiska, vojvodskapet Lublin, Polen, var Warszawas ärkebiskop och därmed Romersk-katolska kyrkans högste företrädare i Polen från 6 december 2006, då han efterträdde Józef Glemp, till 7 januari 2007.
Wielgus prästvigdes den 10 juni 1962. Som expert på polsk filosofi och medeltida filosofi, undervisade han i filosofi under trettio års tid vid Lublins katolska universitet. 
Han utnämndes 1999 till biskop av Płock av påve Johannes Paulus II. Den biskopsstolen innehade Wielgus fram till december 2006, då han utsågs till ärkebiskop av Warszawa av påve Benedictus XVI. Den 20 december 2006 avslöjade den polska tidningen Rzeczpospolita dokument som visade att Wielgus varit informatör åt den polska underrättelsetjänsten Służba Bezpieczeństwa under kommunisttiden. Han hade rekryterats redan 1967, under sin tid som filosofistuderande vid det katolsk universitetet i Lublin. Wielgus nekade först till dessa uppgifter. Till slut avgick han dock och erkände att anklagelserna var sanna, endast en timme före sin installationsceremoni den 7 januari 2007.